# Bolodigui Ouattara
Pour les articles homonymes, voir Ouattara.
Bolodigui Ouattara, né le 18 juillet 1980, est un coureur cycliste de Côte d'Ivoire. 

## Biographie
Début 2015, il est sélectionné en équipe nationale de Côte d'Ivoire pour participer à la Tropicale Amissa Bongo.

## Palmarès
- 2005
  - 2e étape du Tour de l'Or Blanc
- 2007
  -  Champion de Côte d'Ivoire du contre-la-montre
  - 4e étape du Tour de l'Or Blanc
  - 5e étape de la Boucle du coton
  - 3e du championnat de Côte d'Ivoire sur route
- 2008
  - 2e du Grand Prix Clotilde Ohouochi
  - 3e du championnat de Côte d'Ivoire du contre-la-montre
  - 3e du championnat de Côte d'Ivoire sur route
- 2009
  - 5e et 7e étapes du Tour du Togo
- 2010
  - 4ea et 10e étapes du Tour de l'Or Blanc
- 2011
  - 3e du championnat de Côte d'Ivoire sur route
- 2012
  - 5e, 7e et 9e étapes du Tour de Côte d'Ivoire
- 2013
  - Trophée Colonel-Major Soumahoro Gaoussou
  - 1re étape de l'Ecowas Cycling Tour
  - 3e du Grand Prix Chantal Biya
- 2014
  - 3e étape du Tour de Madagascar
  - 2e du championnat de Côte d'Ivoire sur route
- 2015
  - 2e étape du Grand Prix Jean-Marc Yacé
  - 3e étape des 72 Heures du Sud
  - 6e et 7e étapes du Tour de l'Est International

## Classements mondiaux
| Année           | 2007 | 2008 | 2009 | 2010 | 2011 | 2012 | 2013 | 2014 |
| --------------- | ---- | ---- | ---- | ---- | ---- | ---- | ---- | ---- |
| UCI Africa Tour | 122e | 177e | 144e | 163e |      |      |      | 96e  |